# Arantxa Araneda
Arantxa Araneda Gallardo (Punta Arenas, 26 de abril de 2004) es una futbolista chilena. Juega de defensa y su equipo actual es Universidad Católica de la Primera División de fútbol femenino de Chile. 

## Trayectoria
Originaria de Punta Arenas, Arantxa Araneda comenzó su carrera deportiva participando en diversos deportes, como tenis, natación, baloncesto y bádminton, donde fue campeona a nivel nacional y representó a Chile en dos Sudamericanos en el extranjero. Además, representó a Chile en futsal durante los Juegos Sudamericanos Escolares de Arequipa 2018, consiguiendo una medalla de bronce. 
En enero de 2019, a los 14 años, se sumó a las divisiones inferiores de Huachipato siendo capitana de la categoría sub-17. Es promovida al primer equipo a mitad de año.  Al año siguiente, las acereras no tuvieron partidos debido a la no realización del torneo de Primera B a raíz de la pandemia de COVID-19. Por ello, en 2021 se suma a Universidad de Concepción. 
Con las foreras debutó en el 12 de junio de 2021 ante Deportes Iquique, anotando un gol a los 89' en la victoria por 4-1.  Permaneció hasta final de la temporada 2023 en el club.  
El 8 de enero de 2024 es confirmada como nuevo refuerzo de Universidad Católica. 

## Selección nacional
Fue parte de la selección femenina sub-20 durante los Juegos Suramericanos de 2022 disputados en Paraguay. 

## Clubes
| Club                      | País  | Año           |
| ------------------------- | ----- | ------------- |
| Huachipato                | Chile | 2019-2020     |
| Universidad de Concepción | Chile | 2021-2023     |
| Universidad Católica      | Chile | 2024-presente |